# Ténectéplase
Le ténectéplase est un médicament thrombolytique, forme recombinante de l'activateur tissulaire du plasminogène,.

## Pharmacologie
Il s'agit d'une altéplase modifiée qui a une meilleure affinité avec la fibrine et une demi-vie plus longue, dépassant les vingt minutes.  
Il s'administre sous forme d'injection intraveineuse en bolus, ce qui le diffère de l'altéplase qui se donne en bolus suivi d'une perfusion. 
Il est commercialisé sous les noms de TNKase et de Metalyse. 

## Efficacité
Dans l'infarctus du myocarde vu précocement, il ne fait pas mieux que l'altéplase mais la commodité de son administration fait qu'il est préféré. 
Dans l'accident vasculaire cérébral vu précocement, il a un meilleur taux de reperfusion et de récupération fonctionnelle par rapport à l'altéplase. La dose optimale est de 0.25 mg/kg,.